# Trophieniveau

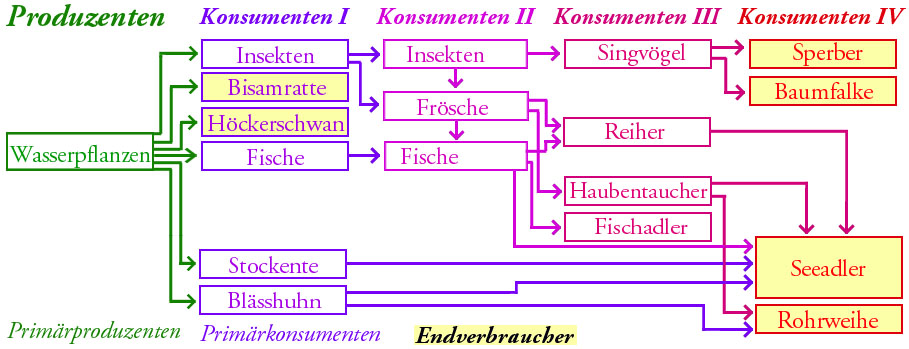
Schematische Darstellung einer Nahrungskette in einem europäischen See (ohne Destruenten)

Trophieniveau, auch Trophiestufe, Trophieebene oder trophische Ebene genannt (von altgriechisch τροφή trophe, deutsch ‚Ernährung‘), ist die Kennzeichnung für eine bestimmte Ebene (Niveau) oder Stufe einer linearen Nahrungskette im Ökosystem. Bezüglich einzelner Arten spricht man manchmal auch von Nahrungskettengliedern.
Im stark vereinfachten und idealisierten Modell einer linearen Nahrungskette wird unterschieden zwischen den autotrophen Primärproduzenten, den Konsumenten und den Destruenten. Die Konsumenten umfassen vielfach zwei oder mehrere Trophieniveaus, so dass Konsumenten 1. Ordnung (Primärkonsumenten), Konsumenten 2. Ordnung (Sekundärkonsumenten), Konsumenten 3. Ordnung (etwa Parasiten an Raubtieren) usw. unterschieden werden können.
In Ergänzung zu beobachtenden Freilandmethoden, Fraß-Experimenten und klassisch morphologischen Untersuchungen erlauben heute isotopen-analytische Methoden wesentlich detailliertere Aussagen zum Trophieniveau einer Organismengruppe als es die obige Einteilung in eine kleine Zahl diskreter Niveaus nahelegt.
Dynamische Aspekte im Zusammenspiel der Trophieniveaus stellen die trophischen Kaskaden dar.
In der Fischerei lässt sich beobachten, dass das Trophieniveau der gefangenen Fische seit Jahrzehnten abnimmt.